# Димитър Бербатов
Димитър Иванов Бербатов е български футболист. Избиран е за футболист № 1 на годината на България рекордните седем пъти (2002, 2004, 2005, 2007 – 2010).
По време на своята професионална клубна кариера, за периода 1999 – 2018 г. изиграва общо във всички турнири 918 официални мача и отбелязва 470 гола.
За националния отбор на България, за периода 1999 – 2010 г. изиграва общо 108 мача и отбелязва 67 гола. Капитан на националния отбор по футбол на България от 2006 до 2010 г., когато се оттегля от него. Със своите 67 попадения за българския национален отбор, той е рекордьор заедно с Христо Бонев.
Започва кариерата си през 1991 г. в юношеския отбор на Пирин (Благоевград). През 1998 г. се премества в юношеския, а през 1999 година – в мъжкия отбор на ЦСКА (София). От 2001 година играе в Байер Леверкузен, където остава шест сезона. През май 2006 година отива в английския Тотнъм, а през септември 2008 година преминава от Тотнъм в Манчестър Юнайтед, където играе четири сезона. От август 2012 до 2014 г. се състезава във ФК Фулъм, а през сезон 2014/2015 – в АС Монако. През юни 2015 година Монако и Димитър Бербатов се разделят.
С Манчестър Юнайтед печели два пъти титлата в Английската Висша лига и Световното клубно първенство на ФИФА през 2008 г., а през сезон 2010/11 става голмайстор на първенството с 31 отбелязани гола и получава споделена златна обувка за най-добър реализатор във Висшата лига (заедно с Карлос Тевес). На 24 февруари 2013 г. става първият български футболист, изиграл 400 мача в английското първенство.
Общо за целия си престой в Англия има изиграни 429 мача и 256 отбелязани попадения.

## Биография
Димитър Бербатов – с прякор Бербо е роден на 30 януари 1981 г. в Благоевград. Има по-малък брат на име Асен Бербатов, който също е футболист. Майка му Маргарита е бивша хандбалистка, а баща му Иван е бивш футболист на Вихрен (Сандански), Пирин (Благоевград) и ПФК ЦСКА (София). Дядо му Димитър, на когото е кръстен, е играл във ФК Струма.
В първи и втори клас Димитър Бербатов тренира лека атлетика и скок на дължина. Към футбола се насочва на 10 години и влиза в школата на Пирин, а през месец март 1998 година, на 17 години, преминава в школата на столичния гранд ЦСКА. През пролетта на 1999 година Бербатов подписва професионален договор с клуба и вече става част от мъжкия тим на ЦСКА.
Първото му училище е 7 СОУ „Кузман Шапкарев“ в Благоевград. Негов съученик там е Иван Цветков, с когото са основни фигури във футболния отбор на училището. Цветков още на 14 години е привлечен в редиците на елитния холандски отбор СК Хееренвеен.
В училище най-трудният предмет за Бербатов е физиката. Завършва 81 СОУ „Виктор Юго“ в София с успех 4,80. Не отива на абитуриентския си бал, защото не познава новите си съученици. Почти не стъпва в казармата, дори не го остригват. Бербатов започва да учи английски, вдъхновен от филмовата трилогия „Кръстникът“. Извън футбола, той посочва като свои хобита рисуването и баскетбола.
Бербатов има връзка с Елена Щилянова. На 15 октомври 2009 г. се ражда първото им дете – дъщеря, която е кръстена Деа. На 19 ноември 2012 г. се ражда втората им дъщеря, която носи името Елиа.
Бербатов владее английски, немски и руски език.

## Отбори

### „ЦСКА“
Димитър Бербатов започва професионалната си кариера в ЦСКА, след като през месец март 1998 година, на 17 години, преминава от Пирин Благоевград в школата на столичния гранд, като „армейците“ плащат за нападателя сумата от 800 000 германски марки.
През пролетта на 1999 година Бербатов подписва професионален договор с клуба и вече става част от мъжкия тим на ЦСКА, в който прави дебюта си на 3 март при загубата с 2:3 срещу Левски. Първият гол на благоевградчанина в официален мач за ЦСКА пада само четири дни по-късно – при победата с 2:1 срещу (Миньор Перник) за Купата на България.
Дебютът му на европейската сцена отново е с екипа на ЦСКА – срещу северноирландския Портадаун, а срещу молдовския Конструкторул Бербатов поставя рекорд за най-много голове в един мач за „армейците“ в Европа, като реализира пет попадения.
За периода 1999 – 2000 г. изиграва за ЦСКА общо във всички турнири 66 официални мача и отбелязва 38 гола, като печели един трофей – Купата на България през 1999 година след победа с 1:0 срещу Литекс на финала.

### „Байер Леверкузен“
През месец юли 2000 година Бербатов подписва предварителен договор с немския Байер Леверкузен за 4,5 години, който влиза в сила от 1 януари 2001 година, като трансферната сума е 3,3 милиона марки. Под ръководството на треньора Берти Фогтс българинът дебютира с екипа на „аспирините“ в Бундеслигата, когато записва 15 минути срещу Щутгарт. Първият му гол в официален мач на Байер пада през следващия сезон (2001/02), в мач срещу Борусия Дортмунд.
Този сезон остава в историята на Байер, воден от Клаус Топмьолер, със спечелените три втори места – в Бундеслигата, както и загубените финали в турнира за Купата на Германия и в Шампионската лига. В Шампионската лига Бербатов се отчита с голове срещу Лион и в изключително драматичния мач с Ливърпул (4:2), а върха в дотогавашната му кариера е финалния мач, загубен с 1:2 от „белия балет“ (Реал Мадрид). Той влиза в игра през първата част след контузия на Бърдарич, но не успява да помогне на своя тим да спечелят.
Следва слаб сезон, в който Байер едва се спасява от изпадане, а Бербатов вкарва пет гола. През сезон 2003/04 българинът реализира 19 гола във всички надпревари, а в следващите две години подобрява постиженията си – съответно 26 и 24 гола във всички турнири. Отбелязва общо 69 гола в 154 мача от Бундеслигата. В мачове от турнира за Шампионската лига има 9 гола в 30 мача.
Последният мач на Бербатов за Байер в Европа е срещу ЦСКА през 2005 година, когато „аспирините“ падат на два пъти с по 0:1 от „армейците“ в първия кръг в турнира за Купата на УЕФА.
За периода 2001 – 2006 г. изиграва за Байер Леверкузен (без участията във втория отбор) общо във всички турнири 201 официални мача и отбелязва 91 гола.

### „Тотнъм“
През пролетта на 2006 година Бербатов преминава в английския Тотнъм, където треньор е холандският специалист Мартин Йол, като трансферната сума, платена на Байер, е 15,7 милиона евро. Бербатов дебютира за „шпорите“ още в първия кръг на Висшата лига срещу Болтън, а във втория кръг вкарва и първия си гол в официален мач – при победата с 2:0 срещу „остриетата“ (Шефилд Юнайтед). В първия си сезон в Англия българинът реализира общо 23 гола – 12 в първенството, като добавя още 7 в 8 мача в турнира за Купата на УЕФА, 3 за ФА Къп и 1 за „Карлинг Къп“.
Въпреки спекулациите за трансфер в Манчестър Юнайтед Бербатов остава в Тотнъм и през сезон 2007/08, в който реализира 23 гола във всички надпревари. Тимът стига до осминафинал за Купата на УЕФА, а на 24 февруари 2008 г. след победа с 2:1 над Челси, Тотнъм печели купата на лигата (Карлинг Къп) и Бербатов стига до втория трофей в кариерата си.
За периода 2006 – 2008 г. изиграва за Тотнъм общо във всички турнири 102 официални мача и отбелязва 46 гола.
От клуба до последно не искат да разрешат на Бербатов да премине в Манчестър Юнайтед и това става причина много хора да са песимисти за неговия трансфер на „Олд Трафорд“.

### „Манчестър Юнайтед“
Минути преди затварянето на трансферния прозорец през месец септември 2008 г. Бербатов преминава в отбора на Юнайтед за сумата от 30,75 млн. паунда (38,850 млн. евро), като по този начин става най-скъпият играч, купуван от Алекс Фъргюсън дотогава. Старши треньорът на Манчестър Юнайтед сър Алекс Фъргюсън споделя, че Бербатов е един от най-добрите играчи в света.
От 1 септември 2008 г. Димитър Бербатов е играч на „червените дяволи“, след като подписва четиригодишен договор с новия си клуб. Трансферът на капитана на българския национален отбор е най-големият в историята на българския футбол. С трансферната сума, дадена за Бербатов, той влиза в топ 10 на света за най-скъпите играчи към онзи момент.

#### 2008 – 2009
Дебютният му мач за Манчестър Юнайтед в Премиършип е на 13 септември 2008 г. срещу Ливърпул, в който Бербатов асистира за попадение на Карлос Тевес, но след като повежда, Юнайтед губи с 1:2. Бербатов пропуска първия мач на Манчестър Юнайтед за сезон 2008/09 в Шампионската лига поради контузия в коляното. Дебютира в Шампионската лига за Юнайтед във втория му мач на 30 септември 2008 г. при гостуването на датския Олбор БК. В този мач отбелязва и първите си два гола за Манчестър Юнайтед. „Червените дяволи“ побеждават с 3:0 като вторият и третият гол са дело на Бербатов. Първият си гол за Манчестър Юнайтед в първенството на Английската висша лига отбелязва на 18 октомври 2008 г. в 8-ия кръг при домакинската победа на Юнайтед срещу Уест Бромич Албиън с 4:0. С двата си гола в мача срещу Селтик се изкачва на върха във временното класиране на голмайсторите в Шампионската лига. Въпреки това сър Алекс Фъргюсън повече залага на него като плеймейкър, изтегляйки го зад централния нападател.
На 27 май 2009 г. играе във финала на Шампионската лига сезон 2008/2009 срещу Барселона, като влиза в игра в 66-та минута, но губят с 0:2.
През първия сезон (2008/09) с екипа на Юнайтед Бербатов печели титлата на Англия. Той завършва сезона с 14 гола във всички турнири от 43 изиграни мача и 10 асистенции само във Висшата лига, като по този показател дели второто място с Фабрегас, Джерард и Лампард. През същия сезон отборът печели Световното клубно първенство и Купата на Футболната лига - Карлинг Къп.

#### 2009 – 2010
През втория сезон (2009/10) Бербатов изиграва 43 мача във всички турнири и вкарва 12 гола, като всичките са във Висшата лига. Манчестър Юнайтед завърша на второ място в първенството, но отново печели „Карлинг Къп“.
През първите си две години на „Олд Трафорд“ Димитър Бербатов нееднократно вдига феновете на крака с брилянтни изпълнения. Над всички се открояват асистенцията му срещу Уест Хам, когато със страхотен финт преминава Джеймс Колинс и поднася топката на Кристиано Роналдо, както и задната ножица срещу Съндърланд.

#### 2010 – 2011
През третия сезон (2010/11) Бербатов е сред водещите играчи в Юнайтед и Премиър Лийг по голове и асистенции. Димитър Бербатов е първият футболист в историята на Манчестър Юнайтед от Втората световна война насам, който отбелязва хеттрик на вечния враг Ливърпул – на 19 септември Юнайтед побеждава „мърсисайдците“ с 3:2, като Бербатов реализира и трите попадения. Вторият му гол е реализиран с изключителна задна ножица, като това е най-красивия му гол за Манчестър Юнайтед и въобще в кариерата му. На 27 ноември 2010 отбелязва 5 от седемте попадения за своя отбор в мача срещу Блекбърн с краен резултат 7:1. Нападателят влиза в историята на Висшата лига на Англия, след като реализираните от него пет гола във вратата на Блекбърн са най-многото отбелязани от един футболист в рамките на един мач. По този показател той се изравнява с легендата на Нюкасъл Алън Шиърър, вкарал пет във вратата на Шефилд Уензди, Анди Коул, разписал се пет пъти срещу Ипсуич с екипа на Манчестър Юнайтед и Джермейн Дефоу, вкарал пет гола за Тотнъм в мач срещу Уигън. На 22 януари 2011 срещу Бирмингам, Бербатов отбелязва трети за сезона хеттрик – успех постиган в цялата история на английския футбол само от Руд ван Нистелрой и Алън Шиърър.
Вкарва общо три хеттрика, завършва сезона с 20 гола в първенството и е един от двамата носители на Златната обувка за голмайстор на сезона във Висшата лига. Въпреки постигнатите успехи е оставен извън състава за финала на Шампионската лига. Според експертът на Би Би Си Марк Лоуренсън „системата на игра на Юнайтед в Шампионска лига и срещу по-силните отбори от Висшата лига не подхождаше на Бербатов“. Фъргюсън предпочита да играе с един нападател и според Лоуренсън „никога не би избрал Бербатов пред Руни“.
През сезона, Бербатов изиграва общо във всички турнири 42 мача и отбелязва 21 гола.

#### 2011 – 2012
През четвъртия сезон (2011/12) Бербатов изиграва за Юнайтед общо във всички турнири 21 мача и отбелязва 9 гола.
За целия си престой в Манчестър Юнайтед, за периода 2008 – 2012 г. изиграва общо във всички турнири 149 официални мача и отбелязва 56 гола.

### „Фулъм“
На 30 август 2012 г. Димитър Бербатов подписва 2-годишен договор с отбора на Фулъм срещу 5 млн. британски лири. Треньорът Мартин Йол го купува за втори път след Тотнъм през 2006 г.
Дебютира на 1 септември срещу Уест Хям Юнайтед, като и влиза в игра през второто полувреме. На 15 септември започва за първи път като титуляр, и отбелязва два от трите гола при победата срещу „Уест Бромич“. На 27 октомври бележи третия гол за „Фулъм“ при равенството 3:3 срещу „Рединг“. На 10 ноември, Бербатов играе 90 минути срещу „Арсенал“, като се отличава с асистенция и два гола в завършилия 3:3 мач.
На 26 декември 2012 г. Бербатов отбелязва гол срещу „Саутхамптън“, след което получава жълт картон за решението си да свали фланелката си, под която носи тениска с надпис „запазете спокойствие и ми подавайте топката“. На 1 януари 2013, Димитър Бербатов бележи първият гол във Висшата лига за 2013 г. при важната победа на „Фулъм“ като гост срещу „Уест Бромич Албиън“.
На 30 януари 2013 г. на връх рождения си ден Бербатов отбелязва попадение за победата 3:1 срещу „Уест Хям“, което е негов осми гол за сезона. На 23 февруари отбелязва единствения гол при победата срещу „Стоук Сити“ и още един при равенството 2:2 срещу „Съндърланд“ на 2 март. В следващия мач на „Фулъм“, Бербатов отбелязва единствения гол за победата срещу „Тотнъм“. На 1 април, Бербатов отбелязва две попадения за домакинската победа с 3:2 срещу „Куинс Парк Рейнджърс“, като покачва сметката си на 13 попадения за сезона, а също така става първият играч на „Фулъм“ след Стед Малбранк, който отбелязва голове в четири последователни срещи. На 12 май Бербатов се разписва при загубата от „Ливърпул“ с 1:3, а в последния мач от сезона вкарва гол за по победата срещу „Суонзи“, като закръгля головата си сметка на 15 попадания.
Бербатов играе важна роля в клуба, а стилът му на игра е основан на неговите силни страни. Във „Фулъм“ Бербатов играе по-голяма роля при организирането на играта отколкото в „Манчестър Юнайтед“. Димитър Бербатов завършва първия си сезон във „Фулъм“ с 15 отбелязани попадения и получава признание за добрите си изяви, като е избран за „Играч на Фулъм за сезон 2012/2013“.
За целия си престой във Фулъм, за периода 2012 – 2013 г. изиграва общо във всички турнири 54 официални мача и отбелязва 20 гола.

### „Монако“
На 31 януари 2014 година Димитър Бербатов преминава във френския Монако. Това се случва в последните минути на януарския трансферен прозорец, като целта е Бербатов да играе като заместник на контузения Радамел Фалкао.

#### 2014
Дебюта си за френския тим прави в мач от първенството срещу отбора на „ПСЖ“, влизайки като резерва. Първият си гол за „Монако“ отбелязва в осминафинал от турнира за Купата на Франция, срещу отбора на „Ница“. Бербатов вкарва в 115-ата минута от срещата, а голът е решаващ за класиране на отбора му в следващия кръг. За Купата на Франция, Бербатов отбелязва общо три гола и прави две асистенции, a отборът му достига до полуфинал, където отпада от „Гингам“.
Първият си гол в шампионата на Франция, Бербатов отбелязва на 8 март 2014 г. срещу отборът на „Сошо“ в мач от 28-ия кръг на Лига 1. Бербатов започва като титуляр и има голяма заслуга за победата на отбора си с 2:1, като отбелязва попадение в шестата минута на мача и печели наказателен удар в петдесет и четвъртата минута. Наставникът на „Монако“, Клаудио Раниери похвалва българският нападател за играта му: „Димитър бе много добър. Той игра за отбора, представи се добре и отбеляза гол. Много съм доволен от футболистите си“. След силното си представяне, Бербатов е включен в „отбора на кръга“. В следващия 29-и кръг на Лига 1, Бербатов отново започва като титуляр и отново е с голяма заслуга за победата на „Монако“, този път срещу отбора на „Олимпик Лион“. Българският нападател играе 70 минути, асистира за два гола и отбелязва едно попадение при победата на отбора му с 3:2. Бербатов е включен за втори пореден път в „отбора на кръга“, а френските медии отбелязват приносът на нападателя за играта на отбора му: „Участва във всички или почти във всички хубави неща на терена за Монако. Тормозеше Лион с техниката си и неспирната си активност. Това доведе до крайния резултат – гол и две асистенции.“ В мач от 34-тия кръг на първенството, Бербатов отбелязва единственото попадение в двубоя за победата на „Монако“ срещу отбора на „Ница“. В следващия 35-и кръг от първенството, Бербатов се отличава с два гола и асистенция за победата на неговия отбор с 4:1 над отбора на „Аячо“. В 36-ия кръг, играе 83 минути и бележи за равенството 1:1 срещу отбора на „Гингам“, а попадението му е под № 3000 за „Монако“ в Лига 1. Бербатов е избран за втори пореден път (март и април) за „играч на месеца на Монако“.
Бербатов завършва първия си сезон в „Монако“ с 6 отбелязани попадения и 4 асистенции в изиграни общо 12 мача за първенството (общо 9 гола и 6 асистенции в 15 срещи, с мачовете за Купата на Франция). След успешното си представяне е избран за „играч на френското първенство“ за месец април, а договорът му е удължен с още една година.

#### 2014 – 2015
Бербатов започва втория си сезон в „Монако“ като титуляр. В среща от първия кръг на първенството на Франция отборът му е домакин на „Лориан“. Българският нападател играе цял мач и изработва наказателен удар в 77-а минута, но отборът му губи с 1:2. На 17 август 2014 г. в мач от втория кръг на първенството, Бербатов играе 90 минути и отбелязва единственото попадение за отбора си в 44-та минута, при загубата от „Бордо“ с 4:1. В мач от четвъртия кръг, Бербатов играе 90 мин. и бележи за равенството 1:1 срещу отбора на „Лил“.

#### Европейски турнири (Шампионска лига)
На 16 септември в среща от груповата фаза на Шампионска лига сезон 2014/2015, Бербатов играе цял мач и прави асистенция за победата на отборът му с 1:0 срещу отбора на Байер Леверкузен. В същия сезон, Бербатов и „Монако“ играят четвъртфинал в Шампионска лига, като преди това българският футболист е с решаваща роля за отстраняването на „Арсенал“, като отборът му побеждава в Лондон с 3:1 (с гол на Бербатов в 58-а минута) и загуба в Монако с 0:2. На четвъртфинала, отбора е отстранен от тима на „Ювентус“ с резултат 0:1 в Торино и 0:0 в Монако.
За целия си престой в Монако, за периода 2014 – 2015 г. изиграва общо във всички турнири 53 официални мача и отбелязва 18 гола.

### „ПАОК“
На 2 септември 2015 г. официалният сайт на ПАОК съобщава за трансфер на футболиста с договор до 30 юни 2016 г. Дебютира за ПАОК на 12 септември 2015 г. срещу Верия, когато се появява в игра на мястото на Стефанос Атанасиадис.

#### 2015 – 2016
По-силните изяви на нападателя са през есента на 2015 г. Бербатов отбелязва първия си гол за ПАОК на 27.9.2015 г. в мач от петия кръг на гръцкото първенство при гостуването на Атромитос. Той влиза в игра в 59 минута, а в 72-рата бележи за 1:1. В 90-ата минута прави асистенция на Роберт Мак, който отбелязва и прави резултата 2:1 за ПАОК. След това вкарва в мачовете Ираклис – ПАОК 3:3 на 18 октомври и ПАОК – Панатинайкос 3:1 на 25 октомври. Последният му гол за отбора е в мача ПАОК – Вериа 2:1 на 17 януари 2016 г.
На 20 май 2016 г. участва в бенефисния мач на Христо Стоичков „50 години номер 8“ на стадион „Васил Левски“ в София. В началото на второто полувреме Стоичков центрира и Димитър Бербатов вкарва с глава втория гол за отбора на юбиляра, спечелил с 4:1 срещу отбора на звездите.
До 10 юни 2016 г. в 17 изиграни мача в първенството за ПАОК той отбелязва 4 гола. Договорът му изтича на 30 юни и ръководството на клуба решава да не го подновява. От тази дата Бербатов е свободен агент.
За целия си престой в ПАОК, за периода 2015 – 2016 г. изиграва общо във всички турнири 25 официални мача и отбелязва 5 гола.

### „Керала Бластърс“
На 23 август 2017 г. е обявено, че Бербатов е играч на Керала Бластърс, който играе в Индийска суперлига. Отбелязва първият си гол за отбора на 8 февруари 2018 г. срещу Атлетико де Колката. В крайна сметка това се оказва и единственият му гол за Керала в общо 9 изиграни мача за индийския отбор. Напуска след края на редовния сезон.

## Оттегляне от футбола
На 19 септември 2019 г. обявява края на кариерата си.

## Статистика по сезони
Последна актуализация: 23 март 2018
| Отбор                  | Сезон                  | Първенство | Първенство | Купа   | Купа   | Купа на Лигата | Купа на Лигата | Европейски турнири и други | Европейски турнири и други | Общо   | Общо   |
| Отбор                  | Сезон                  | Мачове     | Голове     | Мачове | Голове | Мачове         | Голове         | Мачове                     | Голове                     | Мачове | Голове |
| ---------------------- | ---------------------- | ---------- | ---------- | ------ | ------ | -------------- | -------------- | -------------------------- | -------------------------- | ------ | ------ |
| ЦСКА София             | 1998/99                | 11         | 3          | 5      | 3      | –              | –              | 0                          | 0                          | 16     | 6      |
| ЦСКА София             | 1999/00                | 27         | 14         | 4      | 2      | –              | –              | 3                          | 0                          | 34     | 16     |
| ЦСКА София             | 2000/01                | 12         | 9          | 0      | 0      | –              | –              | 4                          | 7                          | 16     | 16     |
| ЦСКА София             | Общо                   | 50         | 26         | 9      | 5      | –              | –              | 7                          | 7                          | 66     | 38     |
| Байер Леверкузен       | 2000/01                | 6          | 0          | 0      | 0      | 0              | 0              | 0                          | 0                          | 6      | 0      |
| Байер Леверкузен       | 2001/02                | 24         | 8          | 6      | 6      | 0              | 0              | 11                         | 2                          | 41     | 16     |
| Байер Леверкузен       | 2002/03                | 24         | 4          | 2      | 0      | 1              | 0              | 7                          | 2                          | 34     | 6      |
| Байер Леверкузен       | 2003/04                | 33         | 16         | 3      | 3      | 0              | 0              | 0                          | 0                          | 36     | 19     |
| Байер Леверкузен       | 2004/05                | 33         | 20         | 1      | 1      | 2              | 0              | 10                         | 5                          | 46     | 26     |
| Байер Леверкузен       | 2005/06                | 34         | 21         | 2      | 3      | 0              | 0              | 2                          | 0                          | 38     | 24     |
| Байер Леверкузен       | Общо                   | 154        | 69         | 14     | 13     | 3              | 0              | 30                         | 9                          | 201    | 91     |
| Тотнъм                 | 2006/07                | 33         | 12         | 5      | 3      | 3              | 1              | 8                          | 7                          | 49     | 23     |
| Тотнъм                 | 2007/08                | 36         | 15         | 2      | 2      | 6              | 1              | 8                          | 5                          | 52     | 23     |
| Тотнъм                 | 2008/09                | 1          | 0          | 0      | 0      | 0              | 0              | 0                          | 0                          | 1      | 0      |
| Тотнъм                 | Общо                   | 70         | 27         | 7      | 5      | 9              | 2              | 16                         | 12                         | 102    | 46     |
| Манчестър Юнайтед      | 2008/09                | 31         | 9          | 3      | 1      | 0              | 0              | 9                          | 4                          | 43     | 14     |
| Манчестър Юнайтед      | 2009/10                | 33         | 12         | 1      | 0      | 2              | 0              | 7                          | 0                          | 43     | 12     |
| Манчестър Юнайтед      | 2010/11                | 32         | 20         | 2      | 0      | 0              | 0              | 8                          | 1                          | 42     | 21     |
| Манчестър Юнайтед      | 2011/12                | 12         | 7          | 1      | 0      | 3              | 1              | 5                          | 1                          | 21     | 9      |
| Манчестър Юнайтед      | Общо                   | 108        | 48         | 7      | 1      | 5              | 1              | 29                         | 6                          | 149    | 56     |
| Фулъм                  | 2012/13                | 33         | 15         | 2      | 0      | 0              | 0              | 0                          | 0                          | 35     | 15     |
| Фулъм                  | 2013/14                | 18         | 4          | 0      | 0      | 1              | 1              | 0                          | 0                          | 19     | 5      |
| Фулъм                  | Общо                   | 51         | 19         | 2      | 0      | 1              | 1              | 0                          | 0                          | 54     | 20     |
| Монако                 | 2013/14                | 12         | 6          | 3      | 3      | 0              | 0              | 0                          | 0                          | 15     | 9      |
| Монако                 | 2014/15                | 26         | 7          | 1      | 0      | 2              | 1              | 9                          | 1                          | 38     | 9      |
| Монако                 | Общо                   | 38         | 13         | 4      | 3      | 2              | 1              | 9                          | 1                          | 53     | 18     |
| ПАОК                   | 2015/16                | 17         | 4          | 3      | 1      | 0              | 0              | 5                          | 0                          | 25     | 5      |
| Керала Бластърс        | 2017/18                | 9          | 1          | 0      | 0      | 0              | 0              | 0                          | 0                          | 9      | 1      |
| Общо за цялата кариера | Общо за цялата кариера | 504        | 213        | 46     | 28     | 20             | 5              | 96                         | 35                         | 666    | 281    |

1. В статистиката общо за цялата кариера са включени допълнително 7 мача и 6 отбелязани гола за втория отбор на Байер Леверкузен изиграни в регионалната Оберлига Северен Рейн.
2. В статистиката за мачовете на Манчестър Юнайтед са включени допълнително 3 мача и 1 отбелязан гол в срещи от други турнири.

## Бербатов за националния отбор на България
Димитър Бербатов изиграва първия си мач за юношеския национален отбор през април 1999 година срещу Русия, а месец по-късно е извикан при младежите от тогавашния селекционер Стойчо Младенов за двубоя срещу Румъния. Няколко месеца по-късно нападателят получава повиквателна за мъжкия представителен тим, воден от Димитър Димитров – Херо, за контролния мач срещу Гърция през ноември 1999 година, в който Бербатов дебютира, след като влиза като резерва в 66-ата минута. Първият си гол за България той реализира на 13 февруари 2000 година в контролата срещу Чили (2:3), а първото му официално попадение идва в световната квалификация с Дания като гост за 1:1. В квалификациите за Световното първенство през 2002 година в Япония и Южна Корея Бербатов отбелязва два гола, но тимът не успява да се класира.
Следват нови пет гола в квалификациите за Европейското първенство през 2004 година в Португалия, за което възпитаниците на селекционера Пламен Марков се класират като първи тим в групата си. Бербатов е титуляр и в трите мача на „трикольорите“ на шампионата на Стария континент, но не успява да се разпише. В квалификациите за Световното първенство през 2006 година в Германия Бербатов записва 7 гола, а в тези за Европейското през 2008 година в Австрия и Швейцария – 6 попадения, но тимът пропуска и двата форума.
За периода 1999 – 2010 г. нападателят има 78 мача за националния отбор на България, в които е отбелязал 48 гола (средно по 0,61 на мач). Във вечната ранглиста за най-много голове в А националния тим Бербатов е на първо място заедно с Христо Бонев, който също има 48 попадения, но от 96 мача (средно по 0,5 на мач). В класацията за голмайстор във всички възрастови формации на националните отбори по футбол е на второ място с 52 попадения, с две по-малко от Атанас Михайлов (Начко).
На 13 май 2010 година Бербатов съобщава, че напуска националния отбор.
| Дата       | Среща                          | Краен резултат | Отбелязани голове |
| ---------- | ------------------------------ | -------------- | ----------------- |
| 13.02.2000 | България – Чили                | 2:3            | 1                 |
| 11.10.2000 | България – Дания               | 1:1            | 1                 |
| 24.03.2001 | България – Исландия            | 2:1            | 1                 |
| 06.06.2001 | България – Исландия            | 1:1            | 1                 |
| 01.09.2001 | България – Малта               | 2:0            | 2                 |
| 21.08.2002 | България – Германия            | 2:2            | 1                 |
| 12.10.2002 | България – Хърватска           | 2:0            | 1                 |
| 30.04.2003 | България – Албания             | 2:0            | 2                 |
| 07.06.2003 | България – Белгия              | 2:2            | 1                 |
| 20.08.2003 | България – Литва               | 3:0            | 1                 |
| 06.09.2003 | България – Естония             | 2:0            | 1                 |
| 10.09.2003 | България – Андора              | 3:0            | 2                 |
| 31.03.2004 | България – Русия               | 2:2            | 2                 |
| 28.04.2004 | България – Камерун             | 3:0            | 2                 |
| 04.09.2004 | България – Исландия            | 3:1            | 2                 |
| 09.10.2004 | България – Хърватска           | 2:2            | 1                 |
| 13.10.2004 | България – Малта               | 4:1            | 2                 |
| 17.08.2005 | България – Турция              | 3:1            | 2                 |
| 07.09.2005 | България – Исландия            | 3:2            | 1                 |
| 08.10.2005 | България – Унгария             | 2:0            | 1                 |
| 12.11.2005 | България – Грузия              | 6:2            | 2                 |
| 16.11.2005 | България – Мексико             | 3:0            | 1                 |
| 08.02.2007 | България – Кипър               | 3:0            | 2                 |
| 02.06.2007 | България – Беларус             | 2:0            | 2                 |
| 12.09.2007 | България – Люксембург          | 3:0            | 2                 |
| 17.10.2007 | България – Албания             | 1:1            | 1                 |
| 21.11.2007 | България – Словения            | 2:0            | 1                 |
| 20.08.2008 | България – Босна и Херцеговина | 2:1            | 2                 |
| 05.09.2009 | България – Черна гора          | 4:1            | 1                 |
| 10.10.2009 | България – Кипър               | 1:4            | 1                 |
| 14.10.2009 | България – Грузия              | 6:2            | 3                 |
| 18.11.2009 | България – Малта               | 4:1            | 2                 |

## Успехи

### Отборни
ЦСКА (София)
- Купа на България (1): 1998/99

Байер (Леверкузен)
- Финал в Купа на Германия (1): 2001/02
- Финал в Шампионска лига (1): 2001/02

Тотнъм
- Купа на Футболната лига (1): 2007/08

Манчестър Юнайтед
- Висша лига на Англия (2): 2008/09, 2010/11[72]
- Купа на Футболната лига (1): 2009/10
- Къмюнити Шийлд (2): 2010, 2011
- Световно клубно първенство на ФИФА (1): 2008[73]
- Финалист в Шампионска лига (2): 2008/09, 2010/11

### Индивидуални
- Мъж на годината в България: 2009[74]
- Футболист № 1 на България (7 – рекордьор): (2002, 2004, 2005, 2007, 2008, 2009, 2010)[75]
- Играч на сезона за Монако: 2014[76]
- Играч на сезона за Фулъм: 2012/13[77]
- Играч на сезона за Тотнъм Хотспър: 2006/07[78]
- Играч на месеца в Лига 1: април 2014[79]
- Играч на месеца в Премиършип: април 2007, януари 2011[72]
- Част от отбора на годината в Премиършип: 2006/07,[80] 2010/11[81]
- Златна обувка на Премиършип за отбелязани голове: 2010/11 (20 гола)[82][83]
- FIFA FIFPro World XI Номинация: 2007, 2008, 2010[84]

Заедно с Христо Стоичков, Румен Димов и Мартин Петров е четвъртият българин, вкарвал гол във вратата на Манчестър Юнайтед.
В А ПФГ вкарва 26 гола в 50 мача за ЦСКА.
За купата на страната има 5 гола в 9 мача.
Носител е на Купата на България през 1999 година с ЦСКА. Вицешампион е през 2000 година.
Обявен е за Футболист № 1 на България за 2002, 2004, 2005, 2007, 2008, 2009 и 2010 година (рекорден седми път). През 2006 година печели наградата „Най-добър нападател на България“, както и „Футболист на феновете на годината“ за трети пореден път.
Участник е на Европейското първенство по футбол през 2004 година.
Участва във финала на Шампионската лига през 2002 година, но отборът му Байер Леверкузен губи от европейския гранд Реал Мадрид с 2:1.
Участва във финала на Шампионската лига през 2009 година, където отборът му Манчестър Юнайтед също губи от Барселона с 2:0.
Не е включен в групата за финала на Шампионската лига през 2011 година, където отборът му Манчестър Юнайтед също губи от Барселона с 3:1.
Отбелязал е 68 гола в 154 мача от Бундеслигата.
В евротурнирите има към 9 април 2011 година общо 34 гола в 81 срещи.
През февруари 2008 година печели Купата на Лигата („Карлинг Къп“) с Тотнъм срещу отбора на Челси. През декември 2008 печели и финала на Световното клубно първенство с Манчестър Юнайтед срещу отбора на Лига де Кито. На 16 май 2009 печели шампионата в Англия, кръг преди неговия край, при нулевото равенство на Манчестър Юнайтед с Арсенал. Той става първият и единственият българин, носител на това отличие. През февруари 2010 печели „Карлинг Къп“ с Манчестър Юнайтед срещу отбора на Астън Вила.
През декември 2010 Бербатов, като първи футболист от Висшата лига с 30 попадения през сезона, получава Златната обувка на банка „Барклис“, официален спонсор на Премиършип. През март 2011 получава за втори път Златната обувка на „Барклис“ като първи играч, вкарал 40 гола през сезона.
През сезон 2010/2011 за втори път печели шампионата в Англия с отбора на Манчестър Юнайтед.
През април 2011 Димитър Бербатов е избран от „Асоциацията на професионалните футболисти“ (PFA) в идеалния отбор на годината в английската Висша лига.
С признати 20 гола през сезон 2010/2011 в Премиършип Димитър Бербатов разделя първото място в класацията на спонсора „Барклис“ с аржентинския нападател на Манчестър Сити Карлос Тевес.

## Фондация „Димитър Бербатов“
Фондация „Димитър Бербатов“ е основана с учредителен акт на дарение от 7 април 2008 г. от Димитър Бербатов. Фондацията се управлява от директор и Съвет. Управляващ директор на Фондация „Димитър Бербатов“ и председател на Съвета на фондацията е Димитрина Ходжева.
Основната мисия на фондацията е всестранно да подпомага младите хора да се образоват, да развиват своите дарби и заложби, както и да им дава шанс да ги споделят със света. Фондацията се самоопределя за осъществяване на дейност в обществена полза. Тя е неправителствена, нерелигиозна и политически независима обществена организация. От декември 2009 г. Фондация „Димитър Бербатов“ е член на Българския дарителски форум.
Първият собствен проект на Фондация „Димитър Бербатов“ е „Награди за успелите деца на България“. По този проект фондацията ежегодно отличава деца в ученическа възраст за годишните им постижения в областта на изкуствата, науката и спорта.
„Активни и здрави“ е програма по съвместна идея на „Данон Сердика“ и Фондация „Димитър Бербатов“. Целта ѝ е създаване на трайни навици за здравословен начин на живот сред децата в училищна възраст чрез активен спорт и здравословно хранене. По тази програма се изграждат и реконструират съоръжения за спорт в училищата.
На 14 юни 2017 г. фондацията провежда благотворителен мач в София между отборите на United Stars на Димитър Бербатов и All Stars на Луиш Фиго. Той е посетен от около 35 000 зрители, а в него участие взимат бивши футболисти като Пол Скоулс, Гари Невил, Райън Гигс, Патрис Евра, Неманя Видич, Роби Кийн, Мичел Салгадо, Давид Трезеге, Предраг Миятович, Робер Пирес, Дейвид Джеймс, Йенс Леман и други.
На 10 ноември 2018 г. Димитър Бербатов представя своята първа автобиография – „По моя начин“.